# Marcel Baś
Marcel Baś (ur. 22 listopada 1989) – polski szpadzista, wielokrotny medalista Mistrzostw Polski. 
Karierę zawodniczą rozpoczął w Muszkieterze Gliwice. Następnie walczył w barwach Krakowskiego Klubu Szermierzy i Piasta Gliwice.

## Największe sukcesy (senior)
w barwach Krakowskiego Klubu Szermierzy:
- złoty medal Indywidualnych Mistrzostw Polski w Szermierce (2014),
- brązowy medal Indywidualnych Mistrzostw Polski w Szermierce (2015),
- brązowy medal Indywidualnych Mistrzostw Polski w Szermierce (2018),
- srebrny medal Mistrzostw Polski w Szermierce (2017)
- srebrny medal Drużynowych Mistrzostw Polski w Szermierce (2011, 2012, 2013),

w barwach Piasta Gliwice:
- brązowy medal Indywidualnych Mistrzostw Polski w Szermierce (2016),
- srebrny medal Drużynowych Mistrzostw Polski w Szermierce (2016),
- brązowy medal Drużynowych Mistrzostw Polski w Szermierce (2019),
- brązowy medal Drużynowych Mistrzostw Polski w Szermierce (2020).